# 1182 w polityce

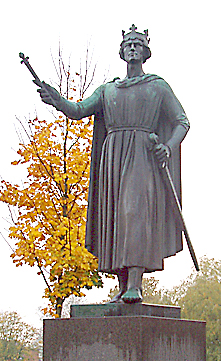
Waldemar I Wielki

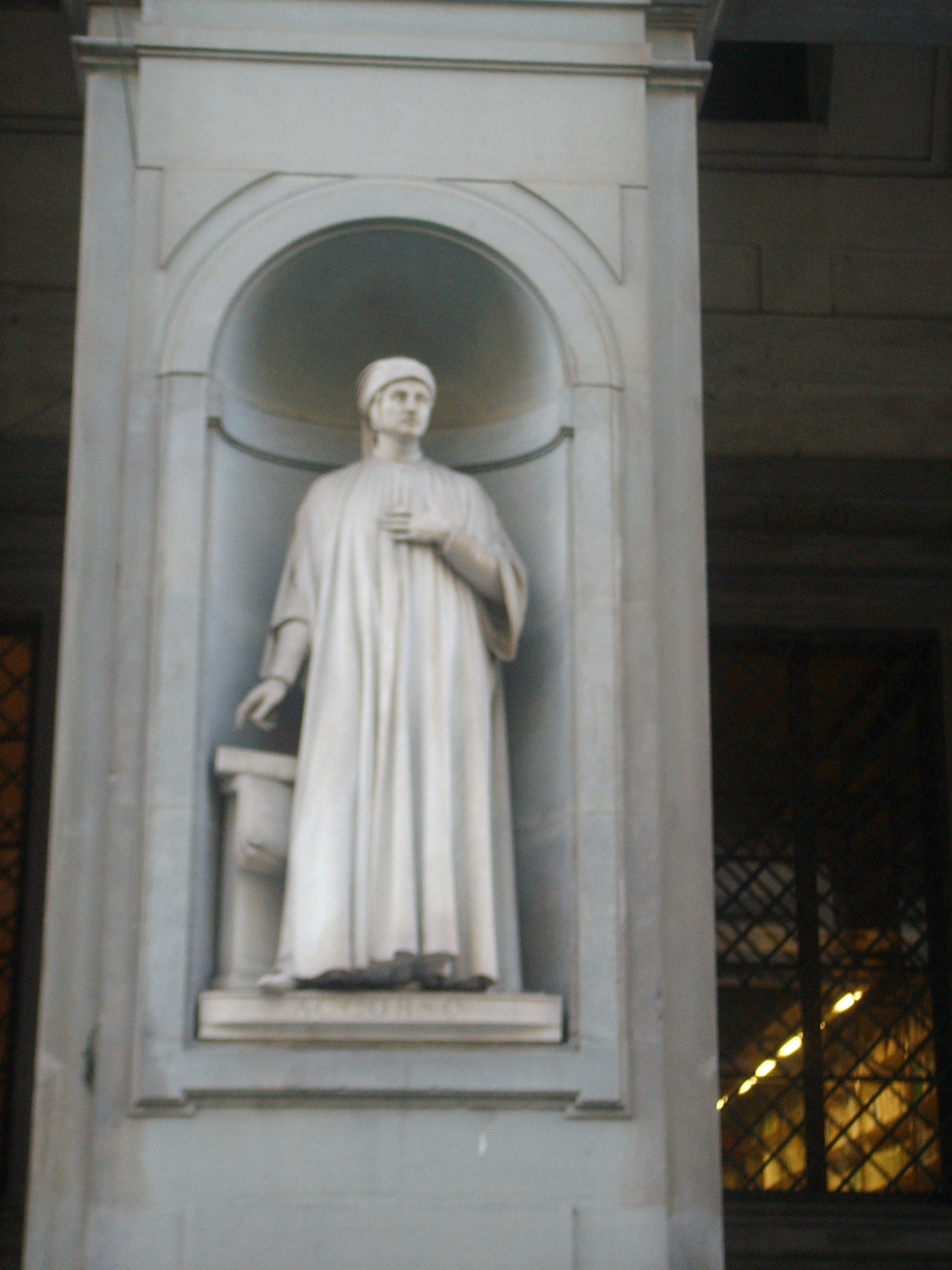
Posąg Francesca Accorsa

Wydarzenia polityczne w 1182 roku.

## Wydarzenia
- Kazimierz II Sprawiedliwy interweniował w Brześciu pomagając wygnanemu siostrzeńcowi Światosławowi[1][2].
- Kanut VI zaczął panowanie w Danii (do 1202)[3].
- Mordy na łacinnikach w Konstantynopolu[1][4]

## Urodzeni
- Francesco Accorso, włoski prawnik, komentator Kodeksu Justyniana'[5].

## Zmarli
- 12 maja Waldemar I Wielki, król Danii[6].
- Henryk I, hrabia Geldrii[7].